# Arresting Gena
Pour plus de détails, voir Fiche technique et Distribution.
Arresting Gena est un film américain réalisé par Hannah Weyer, sorti en 1997.

## Fiche technique
- Titre : Arresting Gena
- Réalisation : Hannah Weyer
- Scénario : Hannah Weyer
- Photographie : Eliot Rockett
- Musique : Pat Irwin
- Pays d'origine : États-Unis
- Genre : drame
- Date de sortie : 1997

## Distribution
- Aesha Waks : Gena
- Summer Phoenix : Jane Freeman
- Paul Lazar : Oncle John
- J. Smith-Cameron : Caroline Lee
- Sam Rockwell : Sonny
- Rini Bell : Alice
- Brendan Sexton III : Soldat
- Adrian Grenier : Kabush
- Gabriel De Silva : Keedo
- Annie Golden : Sally
- Kirk Acevedo : Caller
- Vincent Laresca : Bopo
- John Ventimiglia : Joey
- Heather Matarazzo : Pam
- Peter Gerety : Mr Patterson
- Paul Giamatti : Détective Wilson
- Nick Sandow : Paul
- Merritt Wever : Tammy
- Selma Blair : Femme droguée
- Glenn Fitzgerald